# 아우렐리안 키추
아우렐리안 이오누츠 키추(루마니아어: Aurelian Ionuț Chițu, 1991년 3월 25일 ~ )는 루마니아의 축구 선수로 포지션은 미드필더다. 현재 FC 비토룰 콘스탄차 소속이다.